# Concèze
Concèze település Franciaországban, Corrèze megyében. Lakosainak száma 384 fő (2022. január 1.). Concèze Beyssenac, Chabrignac, Arnac-Pompadour, Juillac, Lascaux, Saint-Sornin-Lavolps és Saint-Cyr-les-Champagnes községekkel határos.

## Népesség
A település népességének változása:
| Lakosok száma | 418  | 369  | 362  | 400  | 414  | 420  | 413  | 392  | 389  | 384  |
|               | 1968 | 1982 | 1990 | 2006 | 2013 | 2015 | 2017 | 2019 | 2020 | 2022 |